# Донецкий Предтечев монастырь
 Донецкий Предтечев монастырь  — православный мужской монастырь, располагавшийся на территории современного посёлка Дубрава. В настоящее время административный центр Мёдовского сельского поселения, (ранее село Радченское) Богучарского района, Воронежской области в России. Монастырь в настоящее время не действует.

## История
В 1696 году на месте разрушенной крепости Азов, отвоеванной у турок Императором Петром I, где найден, чудесным образом сохранившийся образ Иоанна Предтечи, 19 июля был заложен монастырь. В ознаменование дарованной победы. Поименован как Предтеченский Азовский. Восстановлена христианская церковь, ранее принадлежавшая грекам христианам. Настоятелем обители в 1701 году, назначен архимандрит Иоасаф. Обитель просуществовала недолго. В 1711 году, по Прутскому договору, крепость Азов вновь была уступлена туркам. Указом Петра I, Азовский собор со всем штатом и церковным имением, переведен в уездный город Воронежской губернии Павловск. Монастырь Предтеченский Азовский, со всем имуществом и братией велено было переселить в пустующий юрт, на место Пронинской Успенской пустыни, основанной в 1669 году, около городка Донецкой станицы, при впадении реки Сухой Донец в Дон. В 1699 году в пустыни завершилось строительство храма в честь Успения Божией Матери, от того она и стала называться Донецкой Успенской. Сюда и была переселена вся братия во главе с архимандритом Иоасавом. К декабрю 1712 года с окончанием перевода и объединения, обитель стала именоваться Донецкой Успенской Предтеченской. С 1781 по 1785 годы существовало семинарское училище при сей обители. Старый Успенский монастырь с деревянными постройками, от основания и до полного его обновления просуществовал 154 года. К сожалению, за все это время состояние построек и церкви пришло в ветхость. Появились и иные причины, не дававшие возможности содержания обители в прежнем состоянии и на прежнем месте. В связи с этим монастырь снова решено было перенести в иное место. В деле этом проявил старания иеромонах Кассиан, занявшийся строительством новой обители. В 1846 году обитель переведена на новое место (в настоящее время поселок Дубрава). Переселение монастыря происходило постепенно. В начале, при игумене Амвросии (основателе нового монастыря), в 1846 году закладывается церковь. В 1848 году в ней помещаются два придела, Успенский и Митрофановский. Придельные храмы освящены в 1853 году, Успенский 3 октября, Митрофановский 7 ноября, уже при игумене Меркурии. К 1854 году монастырь был окончательно переведён на новое место и стал называться уже не Успенским, а Предтечевым по главной церкви. Церковь Иоанна Предтечи, каменная, заложена в 1858 году, а завершена в 1862, освящена в 1863 году 29 августа. К началу XX века застройка монастыря уже включала в себя крепостную стену с башнями, главную церковь Иоанна Предтечи, палаты и несколько кирпичных корпусов для братии и посетителей. При монастыре находилось около 30 монахов и послушников.

## В настоящее время
Как и многие монастыри, Донецкий Предтечев монастырь был упразднен и почти разрушен в двадцатые годы прошлого столетия. К настоящему времени от монастырских зданий остались остатки кирпичной ограды, и три угловые башни (четырехгранная северо-восточная, восьмигранная юго-западная и почти разрушенная северо-западная). Церковь перестроена под клуб. Отсутствуют апсиды, глава храмовой части и колокольня. К югу от арки сохранился двухэтажный корпус келий, а с северо-востока двухъярусный восьмигранный объём, вероятно, водонапорная башня. Вдоль восточной границы размещались жилые дома и служебные постройки, теперь перестроенные и частично разрушенные. По сведениям за 1900 год, в монастыре проживало 59 мужского и 7 человек женкого пола, в лесной сторожке монастыря — трое мужчин. В годы советской власти в нём разместилась центральная усадьба совхоза «Радченский», названного так по существующему тогда Радченскому району, в состав которого он входил, посёлок стал называться Радченским. Постановлением областной Думы от 26.09.1996 г. посёлок Радченский переименован в поселок Дубрава.

## Святыни монастыря
В разные годы существования обители при ней располагались достойные внимания вещи, по святыням в них хранящимся. Азовский двухпоясный иконостас, с местным образом Спасителя в серебряном с позолотой венце и подвеской древнего литья. В нём же образ Божией матери с двойными позолоченными венцами. Напрестольное Евангелие с чеканкой на досках, написанное в 1694 году по указу Петра I и переданное в монастырь. Напрестольный с позолотой крест. С чеканкой, в котором хранились частицы мощей Св. апостолов Луки и Матфея, так же Св. Василия Великого, Св. Григория Богослова, преподобного Семена Столпника, Св. Иоанна Златоуста, преподобного мученика Стефана, Св. Иоанникия Великого, Св. Спиридона Тримифуитского, Св. Парфения Лампсакийского. Похожий крест с вложенными в него частицами Св. мощей апостола Андрея Первозванного, Иоанна Многострадального, Преподобного Моисея Мурина, Преподобного Онисифора исповедника, Агапита врача, Преподобного Иллариона схимника, Преподобного Тита воина. Крест кипарисовый с вложенными в него частицей животворящего Креста Господня и частицами Св. мощей евангелиста Матфея, Св. Предтечи и Крестителя Господня Иоанна, Великомученика Георгия Победоносца, Великомученицы Варвары, Мученика Иакова Персянина, Благоверного князя Киевского Владимира, Бессеребренников Косьмы и Дамиана, Великомученика Георгия. Серебряное с позолотой кадило, подаренное боярыней Еленой Григорьевной Юшковой. Расшитая золотом, серебром и жемчугом Плащаница. Чудотворный образ Иоанна Предтечи, написанный в 1527 году. Именно эта икона найдена была уцелевшей в разрушенной крепости Азов и явившая себя ещё во многих чудесных проявлениях после. Из древностей Азовского монастыря примечателен колокол весом в 115 пудов, отлитый в честь завоевания крепости, для Предтеченского монастыря с ещё шестью в 1697 году ноября первого числа. В новой же Предтечевской церкви особого внимания заслуживают: 
1) Образ Успения Пресвятой Богородицы, по подобию Киевопечерской чудотворной иконы. Икона украшена жемчугом и стразами, с серебряными позолоченными венцами. В серебряную дощечку этой иконы вставлены частицы Св. мощей Преподобного Феодора князя Острожского, Преподобного Ипатия целебника, Преподобного Иоанна многоболезненного, Преподобного Павла Послушливого, Преподобной игуменьи Ефросиньи Полоцкой, Преподобного Игнатия архимандрита Печерского. 
2) Большая икона Пресвятой Богородицы именуемая «Утоли моя печали».

## Настоятели
• Иоанн (упом. 1695, 1696).
• Иоасаф (Шамаев) (упом. 1716, 1719, 1725).
• Иосиф, (упом. 1730).
• Иоасаф (упом. 1731).
• Петр (упом. 1745).
• Корнилий (упом. 1763, 1764) .
• Варлаам (упом. 1781).
• Транквиллин (1781—1785).
• Серафим (упом. 1806).
• Амвросий I (упом. 1816).
• Геннадий (упом. 1821).
• Афанасий I (Печерский), (1820, 1831).
• Афанасий II (16 марта 1831).
• Амвросий II (упом.1845)
• Меркурий (Коротков) (1853—1857).
• Кассиан.
• Владимир (упом. 1910-е).